# Doris Buttignol
Doris Buttignol, née en 1962 à Strasbourg (Bas-Rhin), est une réalisatrice française.

## Biographie
Doris Buttignol est née en 1962 à Strasbourg. Elle a commencé sa carrière artistique au début des années 1980 à Vancouver (Canada) en collaborant à plusieurs projets du Western Front dont La plissure du texte, une œuvre en réseau planétaire, initiée par Roy Ascott pour la manifestation Electra organisée par Frank Popper au musée d'art moderne de la ville de Paris (1983).
Elle obtient une maitrise en études cinématographiques entre l'université Paris-VIII et l'Université du Québec à Montréal (UQAM) et s'investit dans le cinéma documentaire. Ses documentaires traitent de sujets sociaux, de problématiques liées aux conséquences du néolibéralisme et des modes de résistance de minorités autochtones.
De 1992 à 2002, elle mène avec Jo Béranger une longue enquête dans les communautés indiennes d'Amérique du Nord sur la politique d'assimilation des minorités indiennes par abduction des enfants sur plusieurs générations. De cette enquête résultera le film : Voyage en mémoires indiennes, qui fut entre autres présenté à l'ONU avec une délégation de porte-paroles autochtones pour introduire la notion de génocide culturel et par le Musée du quai Branly (2009) en partenariat avec le programme Sorosoro de la Fondation Chirac.
Le 8 mars 2008, elle initie la Couverture Vivante, création collective de femmes pour la paix et la préservation du vivant. Cette œuvre monumentale référencée dans le dictionnaire des créatrices, sera notamment exposée dans le cadre de la biennale Wack (2008 Center A- Vancouver), au Palais du Sénat à Paris (2010) et au forum des peuples de Zagora (2010).

## Filmographie
- Le Procès d'un corps, documentaire réalisé en 2020 et retraçant le combat judiciaire de Jean-Pierre Denis pour faire reconnaître son « sexe neutre »
- No Gazaran - coréalisation Carole Menduni - Prix du meilleur film étranger festival du film sur l'environnement de Portneuf (Canada)
- Phoker Chomo, à la limite des mondes- 2012-52 min- coréalisation Gilles Delmas
- Tr'ames, la couverture vivante - 2011- 52 min
- Sans Valeur Marchande - 2007- 57 min- coréalisation Sam Sagon
- Voyages en mémoires Indiennes - 2005- 90 min- coproduction ZDF-ARTE- Coréalisation Jo Béranger- Prix du public FIFF- Prix du meilleur film étranger, festival traces de vies-Sortie salle 2005
- Je voudrais vous dire- 2001- 30 min- coréalisation Jo Béranger
- Du Rififi à Seattle -2000-23 min- coréalisation Jo Béranger
- la Candidate- 1998- 52 min coréalisation Jo Béranger
- Les filles de Zapata- 1997- 30 min coréalisation Jo Béranger